# Marian Prosołowicz
Marian Mieczysław Prosołowicz (ur. 7 września 1897 w Jarosławiu, zm. 19 października 1955 we Wrocławiu) – podpułkownik piechoty Wojska Polskiego i nadinspektor Straży Granicznej, działacz niepodległościowy, kawaler Orderu Virtuti Militari.

## Życiorys
Urodził się 7 września 1897 w Jarosławiu, w rodzinie Władysława.
9 grudnia 1919 został przyjęty do Wojska Polskiego z byłych Legionów Polskich z dniem 1 grudnia 1919, z zatwierdzeniem posiadanego stopnia kapitana, i przydzielony do 4 pułku piechoty Legionów. 15 lipca 1920 został zatwierdzony z dniem 1 kwietnia 1920 w stopniu majora, w piechocie, w grupie oficerów byłych Legionów Polskich.
Po zakończeniu działań wojennych kontynuował służbę w 4 pp Leg. 3 maja 1922 został zweryfikowany w stopniu majora ze starszeństwem z 1 czerwca 1919 i 303. lokatą w korpusie oficerów piechoty. W lipcu tego roku został zatwierdzony na stanowisku dowódcy batalionu sztabowego. W 1924 został przeniesiony do 86 pułku piechoty w Mołodecznie na stanowisko dowódcy III batalionu. W maju 1927 został przesunięty na stanowisko zastępcy dowódcy pułku. 26 stycznia 1928 został awansowany na podpułkownika ze starszeństwem z dniem 1 stycznia 1928 i 6. lokatą w korpusie oficerów piechoty. W marcu 1929 został przeniesiony do 71 pułku piechoty w Zambrowie na stanowisko zastępcy dowódcy pułku. Z dniem 31 stycznia 1930 został przeniesiony do Powiatowej Komendy Uzupełnień Tarnowskie Góry na stanowisko pełniącego obowiązki komendanta. W styczniu następnego roku został przeniesiony do Dowództwa Okręgu Korpusu Nr II w Lublinie na stanowisko kierownika 2 Okręgowego Urzędu Wychowania Fizycznego i Przysposobienia Wojskowego. W lipcu 1932 został przeniesiony do 22 pułku piechoty w Siedlcach na stanowisko dowódcy pułku. Z dniem 1 kwietnia 1934 został przydzielony do dyspozycji komendanta Straży Granicznej na okres sześciu miesięcy. Później przedłużono mu okres praktyki w Komendzie Straży Granicznej do 31 grudnia 1934, a następnie do 31 stycznia 1935. Po zakończeniu praktyki został wyznaczony na stanowisko komendanta Wschodniomałopolskiego Inspektoratu Okręgowego Straży Granicznej we Lwowie.
Zmarł 19 października 1955 we Wrocławiu. Został pochowany na cmentarzu św. Wawrzyńca we Wrocławiu .

## Ordery i odznaczenia
- Krzyż Srebrny Orderu Wojskowego Virtuti Militari nr 210 – 19 lutego 1921[24][25][26]
- Krzyż Niepodległości – 24 października 1931 „za pracę w dziele odzyskania niepodległości”[27]
- Krzyż Walecznych czterokrotnie[28][29][30]
- Złoty Krzyż Zasługi – 10 listopada 1928[31][32]
- Medal Pamiątkowy Wielkiej Wojny (Francja)[33]